# ارمانو رووری
اِرمانو رووِری (ایتالیایی: Ermanno Roveri؛ ‏ ۵ اکتبر ۱۹۰۳ – ۲۸ دسامبر ۱۹۶۸) بازیگر اهل ایتالیا بود.
از فیلم‌هایی که وی در آن نقش داشته‌است، می‌توان به دبران و ملکه اسکالا اشاره کرد.